# Xalpen
En la mitología selknam, Xalpen, Jalpen o Alpen es un espíritu femenino subterráneo, de gran importancia en la ceremonia del Hain. Equivale a lo que podría considerarse una diosa del inframundo.
Al igual que los demás espíritus del Hain, Xalpen sólo subsiste en la creencia de mujeres y niños.

## Ceremonia del Hain

### Características
Xalpen es el principal espíritu de la ceremonia del Hain. Es la figura más iracunda y abominable de todas las creaciones del Hain. Es descrita como una “hembra caníbal, voraz y colérica”. Exigía a los klóketen que le llevaran carne de guanaco. Sin embargo, en cierto momento del Hain, desataba su furia y se arrojaba sobre los klóketen para luego comer su carne. Usando su larga y afilada uña, despedazaba a los jóvenes. Mientras esto supuestamente sucedía, los hombres en el interior del Hain se ocupaban de hacer los efectos de sonido para hacer creer a las mujeres que observan que sus hijos eran atacados por el malvado espíritu subterráneo.
Además de alimentarse de carne humana, Xalpen llevaba bajo tierra a hombres del Hain, especialmente a los klóketen, con el fin de saciar momentáneamente sus apetitos sexuales y, en ocasiones, abandona a estos jóvenes en el inframundo.

### Confección
A diferencia de otros espíritus de esta ceremonia, no es repesentada por ningún actor, sino que era fabricado, por los hombres participantes del Hain, con arcos rellenos con hierbas para darle volumen y solidez. Su armazón era forrada con pieles de guanaco, las que eran cosidas y pintadas con arcilla roja.

### Función
Su función en la ceremonia del Hain era la de atemorizar a las mujeres, quienes tenía prohibido acercarse al lugar donde se desarrollaba la ceremonia, pudiendo observar desde lejos solamente.

## Shoorts: subordinados de Xalpen
Los shoorts, soorts, soortes o sorths son espíritus subordinados a Xalpen. Existen 7 shoorts principales y una gran variedad de shoorts subordinados.
- Sate: Shoort oriundo del Sur.
- Yoisik: Proveniente del Sur. Es considerado el más viejo e importante de los soortes meridionales.
- Wakus: Procede del Este.
- Keyaisl: Proviene del Norte.
- Talen: Shoort proveniente del Norte. Es considerado el más fuerte e influyente de todos lo soortes.
- Pawus: Oriundo del Norte
- Sanu: Proviene del Oeste.

A los shoorts subordinados no se les asignan un nombre específico.